# Litwa na Mistrzostwach Świata w Lekkoatletyce 2015
Litwa na Mistrzostwach Świata w Lekkoatletyce 2015 – reprezentacja Litwy podczas Mistrzostw Świata w Pekinie liczyła 11 zawodników, z których żaden nie zdobył medalu.

## Występy reprezentantów Litwy

### Mężczyźni

#### Konkurencje biegowe
| Konkurencja   | Zawodnik          | Runda 1  | Runda 1 | Półfinał | Półfinał | Finał        | Finał   |
| Konkurencja   | Zawodnik          | Rezultat | Pozycja | Rezultat | Pozycja  | Rezultat     | Pozycja |
| ------------- | ----------------- | -------- | ------- | -------- | -------- | ------------ | ------- |
| Chód na 20 km | Marius Šavelskis  | —        | —       | —        | —        | DSQ          | DSQ     |
| Chód na 50 km | Tadas Šuškevičius | —        | —       | —        | —        | 3:56:27 (SB) | 22.     |

#### Konkurencje techniczne
| Konkurencja  | Zawodnik        | Eliminacje | Eliminacje | Finał    | Finał   |
| Konkurencja  | Zawodnik        | Rezultat   | Pozycja    | Rezultat | Pozycja |
| ------------ | --------------- | ---------- | ---------- | -------- | ------- |
| Skok wzwyż   | Raivydas Stanys | NM         | NM         | NQ       | NQ      |
| Rzut dyskiem | Andrius Gudžius | 62,22      | 14.        | NQ       | NQ      |

### Kobiety

#### Konkurencje biegowe
| Konkurencja                | Zawodniczka        | Runda 1    | Runda 1 | Półfinał | Półfinał | Finał        | Finał   |
| Konkurencja                | Zawodniczka        | Rezultat   | Pozycja | Rezultat | Pozycja  | Rezultat     | Pozycja |
| -------------------------- | ------------------ | ---------- | ------- | -------- | -------- | ------------ | ------- |
| Maraton                    | Rasa Drazdauskaitė | —          | —       | —        | —        | 2:31:23 (SB) | 29.     |
| Bieg na 400 m przez płotki | Eglė Staišiūnaitė  | 56,17 (SB) | 19. Q   | 56,48    | 22.      | NQ           | NQ      |
| Chód na 20 km              | Neringa Aidietytė  | —          | —       | —        | —        | DSQ          | DSQ     |
| Chód na 20 km              | Brigita Virbalytė  | —          | —       | —        | —        | 1:30:20 (PB) | 7.      |

#### Konkurencje techniczne
| Konkurencja  | Zawodniczka           | Eliminacje | Eliminacje | Finał    | Finał   |
| Konkurencja  | Zawodniczka           | Rezultat   | Pozycja    | Rezultat | Pozycja |
| ------------ | --------------------- | ---------- | ---------- | -------- | ------- |
| Skok wzwyż   | Airinė Palšytė        | 1,89       | 14.        | NQ       | NQ      |
| Trójskok     | Dovilė Dzindzaletaitė | 13,58      | 19.        | NQ       | NQ      |
| Rzut dyskiem | Zinaida Sendriūtė     | 60,33      | 13.        | NQ       | NQ      |